# Пивода
Пивода (пол. Piwoda) — село в Польщі, у гміні В'язівниця Ярославського повіту Підкарпатського воєводства.
Населення — 1189 осіб (2011)., у тому числі 619 жінок та 587 чоловіків.
У 1975—1998 роках село належало до Перемишльського воєводства.

## Демографія
Демографічна структура станом на 31 березня 2011 року:
|          | Загалом | Допрацездатний вік | Працездатний вік | Постпрацездатний вік |
| -------- | ------- | ------------------ | ---------------- | -------------------- |
| Чоловіки | 582     | 134                | 391              | 57                   |
| Жінки    | 607     | 153                | 344              | 110                  |
| Разом    | 1189    | 287                | 735              | 167                  |